# Horní Police
Horní Police är en ort i Tjeckien. Den ligger i den norra delen av landet, 70 km norr om huvudstaden Prag. Horní Police ligger 239 meter över havet och antalet invånare är 668.
Terrängen runt Horní Police är huvudsakligen kuperad, men österut är den platt. Horní Police ligger nere i en dal.Runt Horní Police är det ganska glesbefolkat, med 23 invånare per kvadratkilometer. Närmaste större samhälle är Děčín, 15,9 km nordväst om Horní Police. Omgivningarna runt Horní Police är en mosaik av jordbruksmark och naturlig växtlighet.